# Geigengrund
Geigengrund ist ein Stadtteil der kreisfreien Stadt Hof in Bayern.

## Geographie und Geschichte
Geigengrund ist ein westlicher Stadtteil in Hof. Angrenzende Stadtteile sind Neuhof im Norden, Westend im Osten, Anspann im Süden, das Münsterviertel im Südwesten und Osseck im Westen. Im Osten wird der Stadtteil von der Bahnstrecke Hof-Bad Steben begrenzt. Im Stadtteil Geigengrund befinden sich an der Ernst-Reuter-Straße die Deininger Teiche. Im Stadtteil liegt die Gemarkung Geigen.

## Sehenswürdigkeiten und Einrichtungen

### Kultur
Im Jahr 1994 wurde der Grundstein zum Neubau des Hofer Theaters an der Kulmbacher Straße gelegt. Das alte Theater war bis zu diesem Zeitpunkt im Westendviertel östlich der Bahnstrecken untergebracht. Das Theater ist ein Vierspartentheater und Hauptspielstätte der Hofer Symphoniker. Neben dem Theater befindet sich die „Klangmanufaktur“ des Sinfonieorchesters.
Das Stadion an der Ossecker Straße ist ein Fußballstadion mit 5000 Plätzen und die Spielstätte des Frauenfußballvereins FFC Hof.

### Öffentliche Einrichtungen
In Geigengrund befindet sich das Finanzamt der Stadt Hof. Am Berliner Platz steht das Gerichtsgebäude des Amtsgerichts und Landgerichts. Im Norden des Stadtteils sind die Polizeiinspektion, die Verkehrspolizeiinspektion und die Kriminalpolizeiinspektion zusammen untergebracht. An der Ernst-Reuter-Straße befindet sich die Rettungswache des BRK KV Hof.

### Verkehr
Der Stadtteil wird von den Linien 2, 3, 8, 9 und 10 der HofBus GmbH bedient. Durch den Stadtteil verläuft die Ernst-Reuter-Straße (B2 und B15). Die Kulmbacher Straße bildet im Norden die Grenze zum Stadtteil Neuhof, in diesem befindet sich der Bahnhof Hof-Neuhof.

## Bildgalerie

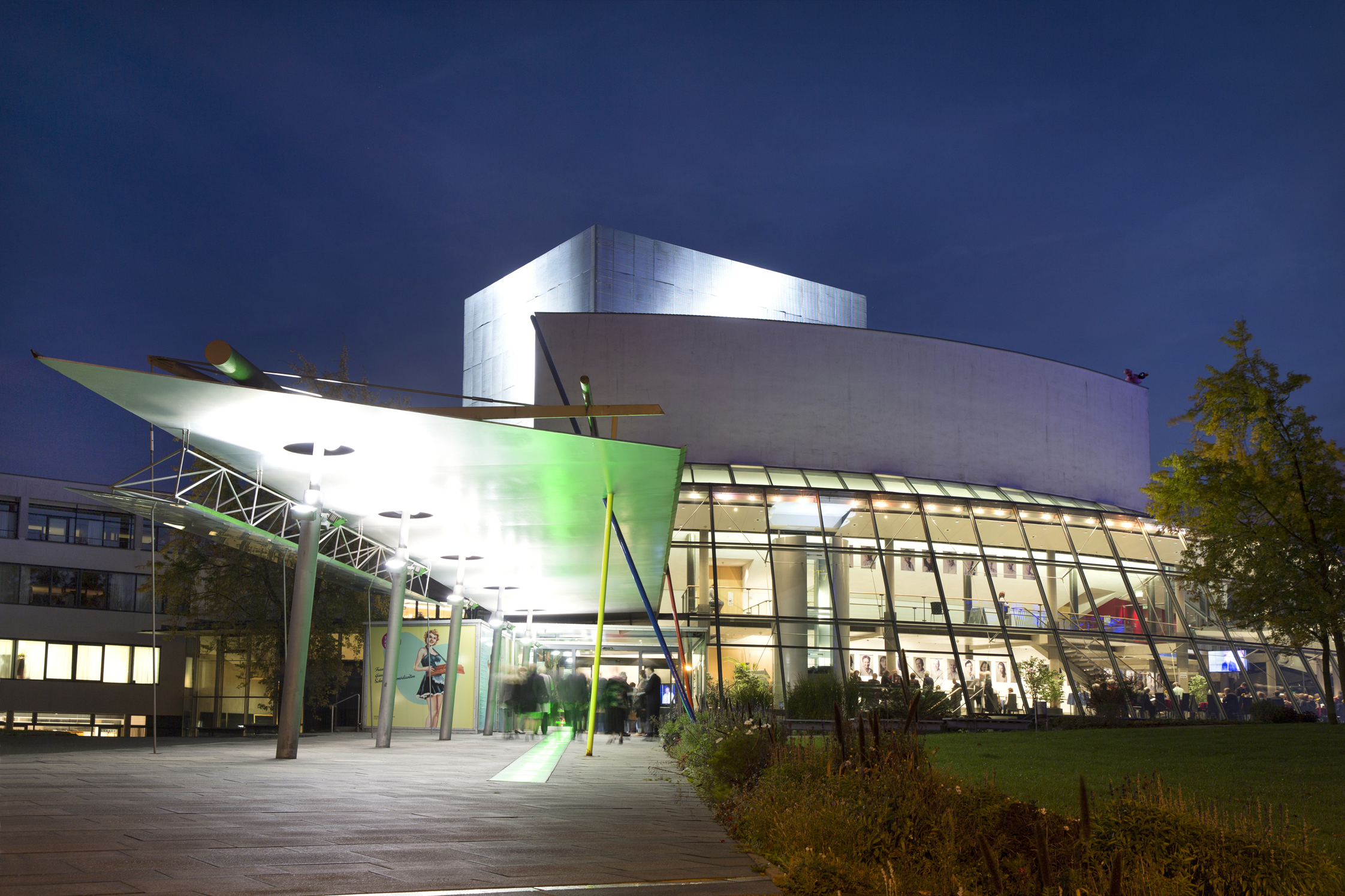
Theater Hof
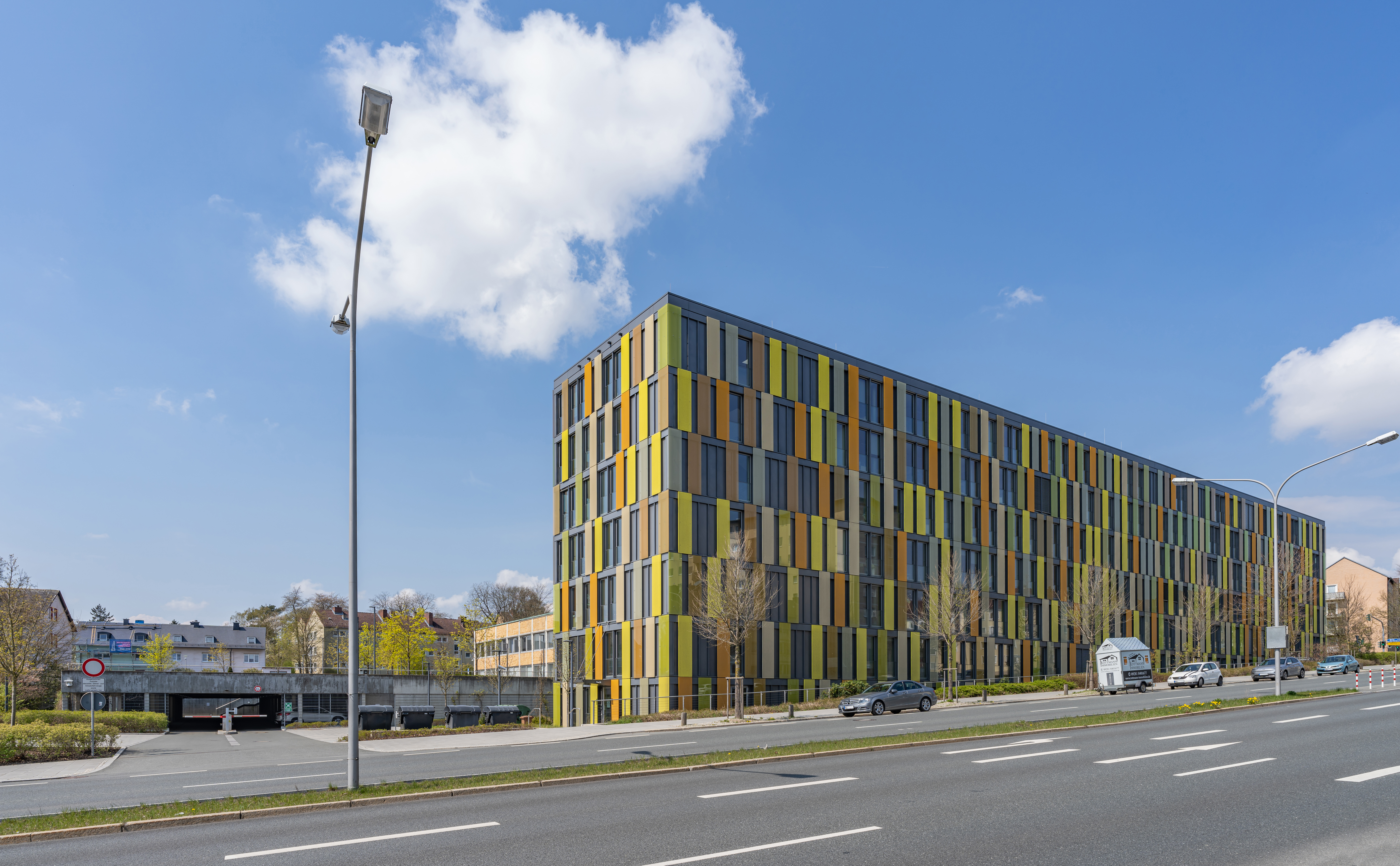
Gerichtsgebäude
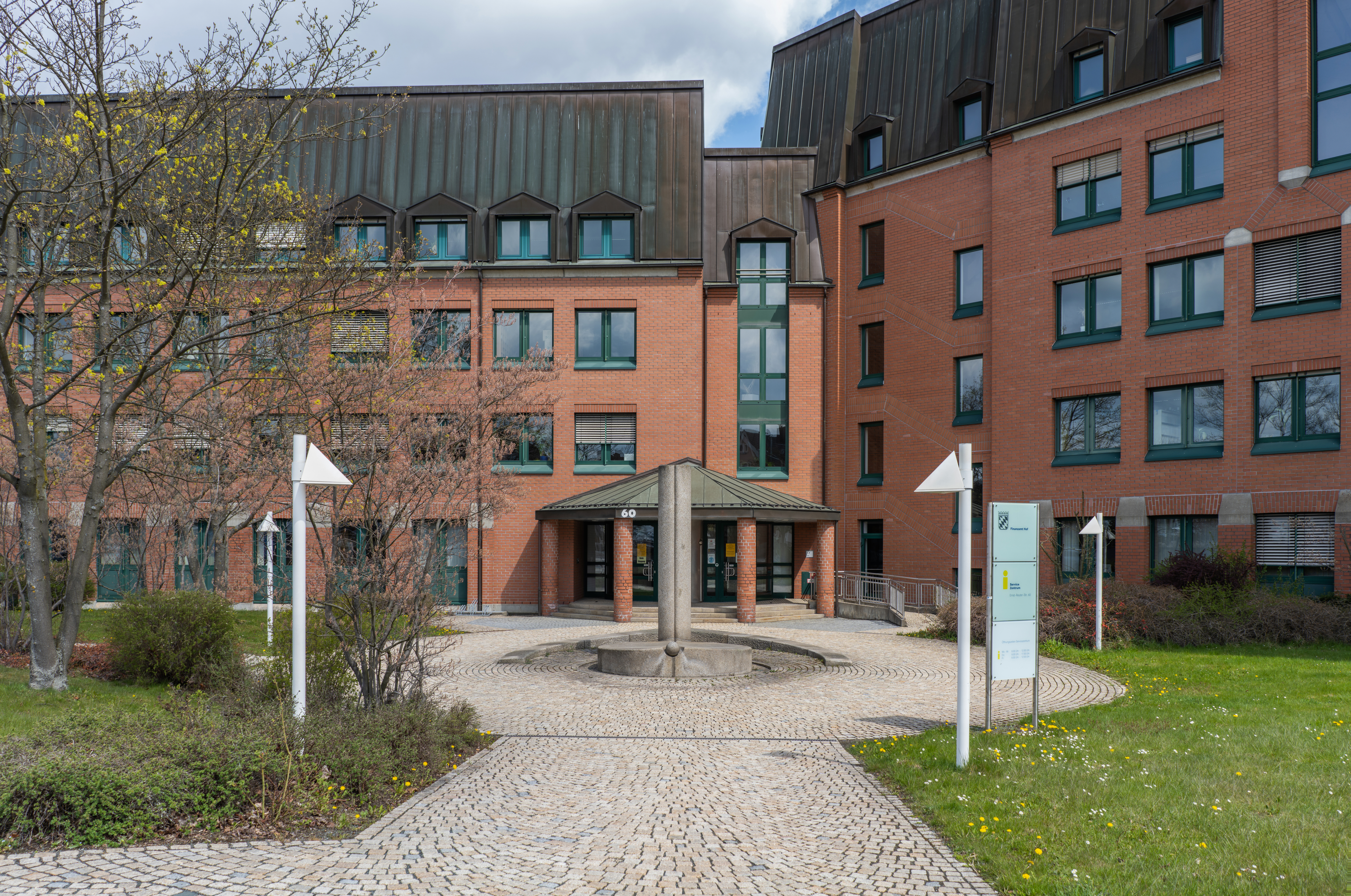
Finanzamt
Berliner Platz Nordseite
Berliner Platz Südseite
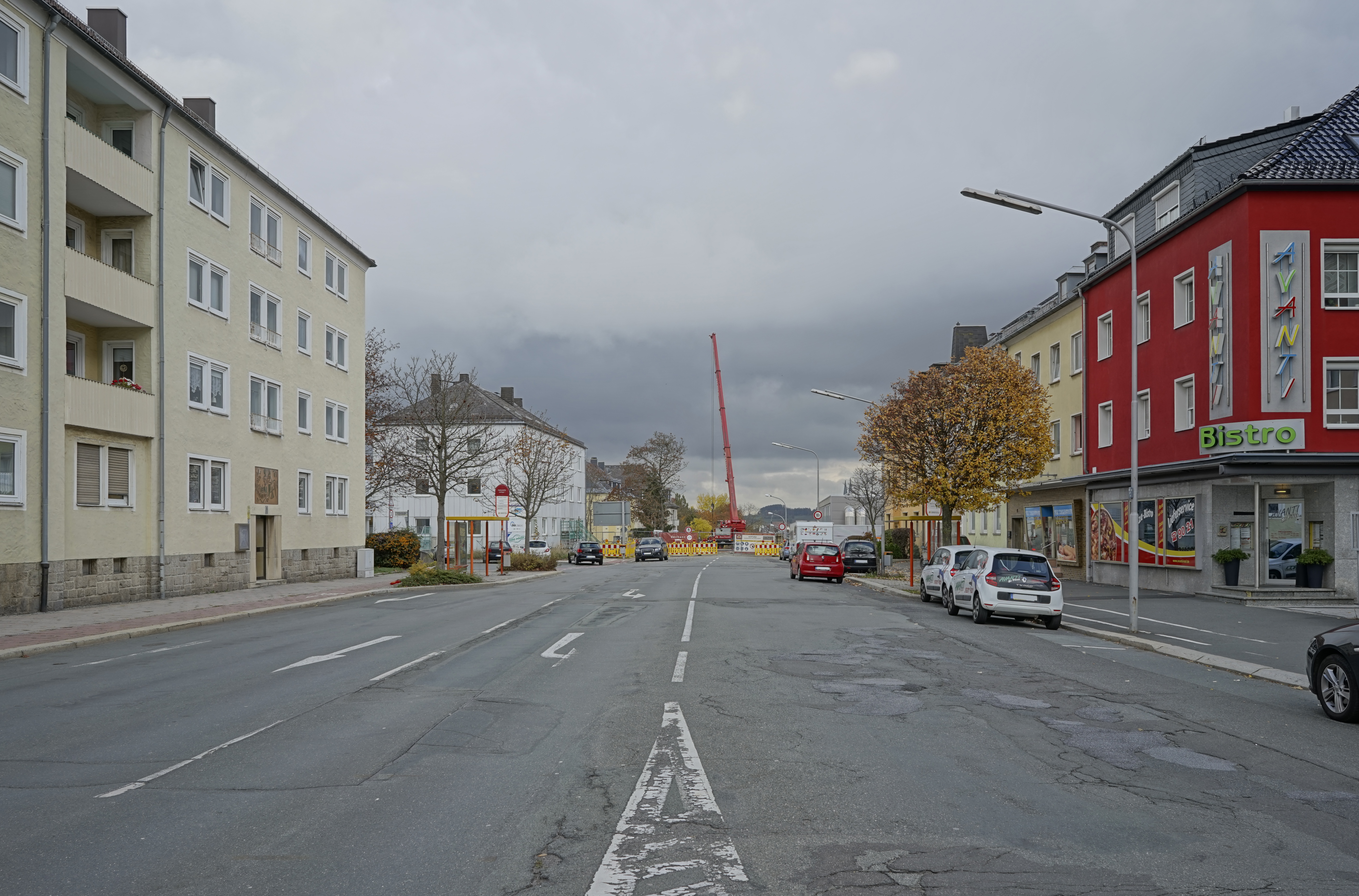
Jahnstraße
Ossecker Straße
Das Stadion "Ossecker Straße"
Ansicht der Hofer Polizeiinspektion
Das BRK Hof in der Ernst-Reuter-Straße
Gothaer Hochhaus